# Telema auricoma
Espèce
Telema auricoma est une espèce d'araignées aranéomorphes de la famille des Telemidae.

## Distribution
Cette espèce est endémique de Chine,. Elle se rencontre dans la grotte Daxiao à Dafang et dans la grotte Longdong à Zhijin au Guizhou et dans la grotte Dashi à Kunming au Yunnan.

## Description
La femelle holotype mesure 1,06 mm.

## Publication originale
- Lin & Li, 2010 : Long-legged cave spiders (Araneae, Telemidae) from Yunnan-Guizhou plateau, southwestern China. Zootaxa, no 2445, p. 1-34.